# Lamprosema praeteritalis
Lamprosema praeteritalis là một loài bướm đêm trong họ Crambidae.